# Guatteria alta
Guatteria alta är en kirimojaväxtart som beskrevs av Robert Elias Fries. Guatteria alta ingår i släktet Guatteria och familjen kirimojaväxter. Inga underarter finns listade i Catalogue of Life.